# Station Kentish Town West
Kentish Town West is een spoorwegstation van London Overground aan de North London Line, gelegen in de Londense wijk Kentish Town. 